# Seiyū

Voice Animage, một tạp chí nói về lĩnh vực lồng tiếng ở Nhật Bản.

Seiyū (声優, Thanh ưu) là những diễn viên lồng tiếng ở Nhật Bản với nhiệm vụ như dẫn chương trình cho các chương trình phát sóng truyền thanh hay truyền hình, cho các anime, game, lồng tiếng Nhật cho phim nước ngoài. Hiện nay, các diễn viên lồng tiếng này thường được đào tạo một cách chuyên nghiệp từ các trường dạy lồng tiếng - hiện ở Nhật Bản có chừng 130 trường đào tạo như thế này. Cũng có nhiều thanh ưu xuất thân từ các diễn viên, ca sĩ, hay phát thanh viên.
Trong quá trình làm phim hoạt hình, việc lồng tiếng là công đoạn gần như cuối cùng vì các diễn viên lồng tiếng phải vừa xem lời thoại vừa nhìn màn hình để khớp với cử động môi của nhân vật. Những diễn viên lồng tiếng thường ký hợp đồng với những công ty đại diện như Arts Vision, khi các hãng làm phim muốn tuyển diễn viên lồng tiếng cho tác phẩm của họ, họ thường liên hệ các công ty này chứ không trực tiếp chọn Seiyū. Nhưng những công ty truyền thông và các hãng thông tấn thì lại có một đội ngũ diễn viên lồng tiếng riêng làm việc dưới trướng của mình.
Do sự phát triển bùng nổ của công nghiệp game và phim hoạt hình (ngành công nghiệp anime Nhật Bản đóng góp đến 60% số phim hoạt hình trên thế giới), nghề lồng tiếng trở thành một nghề rất "nóng" ở Nhật Bản và các thanh ưu của Nhật Bản có địa vị cao hơn hẳn các đồng nghiệp ở các quốc gia khác. Một số Seiyū đã trở nên nổi tiếng không kém gì các siêu sao diễn viên hay âm nhạc. Các diễn viên lồng tiếng nổi danh - nhất là phụ nữ - như Inoue Kikuko, Hayashibara Megumi, Hirano Aya, Hisakawa Aya, Saiga Mitsuki, Mizuki Nana, Park Romi và Kugimiya Rie thường có một đội ngũ người hâm mộ đông đảo với nhiều câu lạc bộ của những người hâm mộ (fanclub) trên phương diện quốc tế. Nhiều khi người hâm mộ xem phim hay xem chương trình truyền hình chỉ để nghe giọng nói của diễn viên "ruột" của mình. Một số thanh ưu về sau theo nghiệp ca sĩ, hay diễn viên trong các bộ phim truyền hình. Nhiều tạp chí chuyên về đề tài diễn viên lồng tiếng được phát hành rộng rãi ở Nhật Bản, trong đó tờ Voice Animage là tạp chí nổi tiếng nhất và có bề dày lịch sử cũng dài nhất. Tuy nhiên nghề này ngày nay rất dễ sớm thất nghiệp, vì hàng năm có vô số Seiyū trẻ ra trường, và lớp già hơn thường sớm bị thay thế.
Một điều khá oái oăm là ngay chính tại quê hương của các thanh ưu, từ tiếng Anh character voice (viết tắt CV) đã trở nên rất phổ biến - thay thế cho từ gốc tiếng Nhật - kể từ khi nó xuất hiện ở các tạp chí như Animec và Newtype vào những năm 1980; trong khi đó trong các cộng đồng của những người hâm mộ anime và game Nhật Bản ở ngoại quốc thì cái tên gốc tiếng Nhật Seiyū - hay phiên bản chữ Hán của nó - lại thịnh đạt hơn cả. Ở Trung Quốc các thanh ưu được gọi đơn giản là "phối âm viên Nhật Bản" hay "diễn viên phối âm Nhật Bản".

## Diễn viên và thanh ưu
Ban đầu, lồng tiếng và thuyết minh là công việc của một diễn viên lồng tiếng vốn chỉ sử dụng giọng điệu của người đó. Họ được gọi là thanh chi bài ưu (声の俳優 koe no haiyū). Thuật ngữ này về sau được gọi tắt là thanh ưu (seiyū 声優) cho gọn. Nhưng chỉ sau khi nghề này phát đạt lên thì từ thanh ưu mới trở nên thông dụng. Chính vì vậy mà các diễn lồng tiếng có tuổi và có nhiều thâm niên trong nghề không thích bị gọi là "thanh ưu" vì từ này mang một nghĩa khác vào thời của họ. Diễn viên lồng tiếng nổi danh Ōtsuka Chikao, người lồng tiếng Charles Bronson among others, có một câu nói trích dẫn trong tạp chí Animage rằng:
| “               | Chúng tôi là diễn viên. Dù rằng yêu cầu công việc chỉ cần giọng nói của chúng tôi, chúng tôi vẫn là diễn viên, và vì vậy thật không chính xác khi gọi chúng tôi chỉ là "người lồng tiếng", phải thế không ? | ” |
| — Ōtsuka Chikao | |   |

Ông cũng phản đối việc phân biệt giữa diễn viên và thanh ưu, thậm chí xét trong các những trường hợp của các thanh ưu như Wakayama Genzō chưa bao giờ xuất hiện trên màn ảnh sân khấu.
Có ba lý do để chia diễn viên và thanh ưu thành hai nhóm riêng biệt: 
- Việc đào tạo diễn viên lồng tiếng chuyên nghiệp được bởi Kịch đoàn phát sóng Tokyo (東京放送劇団 Tōkyō Hōsō Gekidan?), thành lập bởi NHK và nhiều nhà đài khác trong thời kỳ hoàng kim của các kịch phim được phát sóng trên rađiô.
- Việc xem truyền hình ngày càng thịnh hành và số kịch, phim do Nhật Bản tự sản xuất không đáp ứng nổi nhu cầu của người dân nên nảy sinh nhu cầu cần một đội ngũ thanh ưu đông đảo để lồng tiếng cho các phim và chương trình nước ngoài.
- Sự bùng nổ về thị trường phim hoạt hình Nhật Bản (anime), trong đó sản xuất ra một lớp người muốn đi theo nghiệp thanh ưu hơn là nghiệp diễn viên.

## Lịch sử
Nghể lồng tiếng đã tồn tại ở Nhật Bản vào cái thời mà vô tuyến truyền thanh còn thông dụng. Tuy nhiên phải mãi đến thập niên 1970 thuật ngữ "thanh ưu" mới bắt đầu trở nên thông dụng với sự xuất hiện của phim hoạt hình Uchū Senkan Yamato. Một nhà quản lý các diễn viên lồng tiếng từng phát biểu trong một bài phỏng vấn báo chí rằng: "Kể từ sự bùng nổ của Yamato trở đi, thuật ngữ "thanh ưu" nhanh chóng được công nhận rộng rãi; trước đó các diễn viên lồng tiếng khi giới thiệu mình là "thanh ưu" thì thường bị hỏi là: ý bạn là bạn làm việc cho Siêu thị Thanh ưu?'" 